# 25938 Stoch
25938 Stoch è un asteroide troiano di Giove del campo greco. Scoperto nel 2001, presenta un'orbita caratterizzata da un semiasse maggiore pari a 5,1440245 au e da un'eccentricità di 0,1638937, inclinata di 12,76365° rispetto all'eclittica.
L'asteroide è dedicato al saltatore con gli sci polacco Kamil Stoch, vincitore della medaglia d'oro olimpica in due edizioni dei Giochi.